# Котіс III (цар одрисів)
Котіс III (д/н — бл. 240 до н. е.) — цар одрисів в 270—240 роках до н. е.

## Життєпис
Син царя одрисів Райздоса. Ймовірно, став співволодарем батька ще за його життя. Проводив політику відновлення Одриського царства. В цьому уклав союз із Антіохом II Селевкидом, потугу якого намагався використати проти кельтської держави Тіле та Македонії. Поступово вдалося поширити володіння до узбережжя Чорного моря. Тут амбіції царя стикнулися з прагненням міст Каллатіда та Аполлонія зберегти незалежність. Котіс III вимушений був замиритися з обома. До Аполлонії навіть відправив свого сина Рескупоріда. Разом з тим вимушений зберігати мир або навіть знову визнати владу кельтів в часи царя Кавара. У 254 році цар Антіох II підкоривши місто Кіпселу, ліквідував володіння Тереса, родича Котіса III.
У 250—245 роках до н. е. підкорив фракійські племена біля Месембрії, над якими панував родич Садала. Близько 245 року до н. е. завдав поразки Адею, династу з якогось фракійського племені, землі якого розташовувалися навколо Бургаської затоки. Невдовзі було подолано іншого фракійського Скостока, династа астейського союзу. Помер Котіс III близько 240 року до н. е. Йому спадкував син Рескупорід I.